# Krzysztof Abrahamowicz
Krzysztof Abrahamowicz (deutsch Christof Abrahamowicz; * 1852; † 20. Juni 1916 in Wien-Hietzing) war ein polnischer konservativer Politiker, der Abgeordneter im Bukowiner Landtag war.

## Leben
Krzysztof Abrahamowicz stammte aus einer armenisch-polnischen Familie und war Gutsbesitzer in der Bukowina. Während einer langen Periode hatte er ein Mandat für den Bukowiner Landtag in der Kurie der Großgrundbesitzer inne und gehörte dort der armenisch-polnischen Fraktion an. Bis zum Ausbruch des Ersten Weltkrieges war er Vorsitzender des Koło Polskie.
Den Interessen der Russinen in der Bukowina war er sehr wohlgesinnt und hatte eine enge politische Beziehung mit Nikolaus von Wassilko.
Er starb am 20. Juni 1916 in Wien-Hietzing.